# Anomala innuba
Anomala innuba es una especie de escarabajo del género Anomala, familia Scarabaeidae. Fue descrita científicamente por Fabricius en 1787.
Esta especie se encuentra en América del Norte. 